# Intersex Trust Aotearoa New Zealand
Intersex Trust Aotearoa New Zealand (сокр. ITANZ), также известная как Intersex Awareness New Zealand, — общественная организация в Новой Зеландии, основанная в 1996 году Мани Митчеллом и занимающаяся защитой прав интерсекс-людей. Организация является членом Международной ассоциации лесбиянок и геев (ILGA).
Является благотворительным фондом, который занимается распространением информации по вопросам интерсекс-тематики для организаций и отдельных специалистов. Исполнительный директор Мани Митчелл известен как первый новозеландский открытый интерсекс-человек.

## Деятельность
ITANZ работает с Комиссией по правам человека ООН, Rainbow Youth в Окленде, Whanganui Women’s Health Collective и Working it Out в Тасмании.
Члены ITANZ принимали участие и совместно проводили круглые столы с Комиссией по правам человека. После совместного круглого стола с Комиссией по правам человека Комиссия предложила Комитету ООН по правам ребенка, чтобы правительство Новой Зеландии приняло правовые и нормативные гарантии для защиты прав интерсекс-детей и обеспечило права детей на физическую неприкосновенность, самоопределение и уважение.
В октябре 2016 года Комитет ООН по правам ребенка опубликовал замечания по в Новой Зеландии, в том числе рекомендации по обеспечению того, чтобы «никто не подвергался ненужному медицинскому или хирургическому лечению в младенчестве или детстве, гарантируя права детей на физическую неприкосновенность». Рекомендации Комитета по правам ребенка были проиллюстрированы ITANZ и Intersex Youth Aotearoa.
В марте 2017 года представители ITANZ приняли участие в «Дарлингтонском заявлении», опубликованном совместно австралийскими и новозеландскими активистами. В заявлении содержится призыв к правовой реформе, включая криминализацию отложенных медицинских вмешательств в отношении детей, прекращение правовой классификации пола и улучшение доступа к поддержке со стороны сверстников.
В сентябре 2015 года был запущен молодёжный проект Intersex Youth Aotearoa, направленный на предоставление информации и поддержку молодым людям с интерсекс-вариациями.
Митчелл и другие члены правления ITANZ выступили с докладами для целого ряда аудиторий, включая двухгодичную конференцию Национального колледжа акушерок и Университета University of the Third Age.